# ベッキ・ピペット
ベッキ・ピペット（Becki Pipette）の名でも知られている、レベッカ・スティーヴンズ（Rebecca Stephens、1982年8月30日 - ）は、イギリスの歌手。ザ・ピペッツの元メンバー。あだ名はライオットベッキ（RiotBecki）。
ブライトン生まれ。ピペッツのステージでは普通、向かって左側に立っている。ピペッツの三人娘の中ではダークな感じの金髪で、眼鏡をかけ、図書館司書のようだと言われることが多い。かつてはダンサーで、アマチュアの女優として舞台に立ち、メディア学で学位を取得した。バッキンガムシャー・チルターンズ・ユニバーシティ・カレッジを卒業した時の論文のテーマはポルノ映画だった。
シングル「Your Kisses Are Wasted on Me」や「Tell Me What You Want」、「One Night Stand」でリード・ボーカルを担当。2005年4月、元ピペッツのジュリアと共にヒップホップ・アルバム『Flowers & Trees』に参加。これは同郷のY.Misdaq（Yoshiとしても知られる）によるアルバムである。その他、バンドメイトのジョン・カセットとエレクトリック・ソフト・パレードのトーマス・ホワイトによる一回限りのプロジェクト、The Blind Cowboysにもボーカルとして参加している。
ライオットベッキというあだ名は、ライオット・ガール・シーンが好きなことに由来。命名したのはスリーター・キニーとキャスリーン・ハンナ、そしてガイデッド・バイ・ヴォイシズである。